# انريكو فالينتيني
انريكو فالينتيني (بالإيطالية: Enrico Valentini) (20 فبراير 1989 بنورنبرغ في ألمانيا - ) هو لاعب كرة قدم إيطالي في مركز الوسط. لعب مع نادي آلن ونادي كارلسروه و1. FC Nürnberg II ‏.

## روابط خارجية
- انريكو فالينتيني على موقع قاعدة بيانات كرة القدم.إي يو (الإنجليزية)
- انريكو فالينتيني على موقع بيانات كرة القدم. دي إي (الألمانية)
- انريكو فالينتيني على موقع Soccerway.com (الإنجليزية)
- انريكو فالينتيني على موقع عالم كرة القدم.نت (الإنجليزية)